# Kabelpritsche

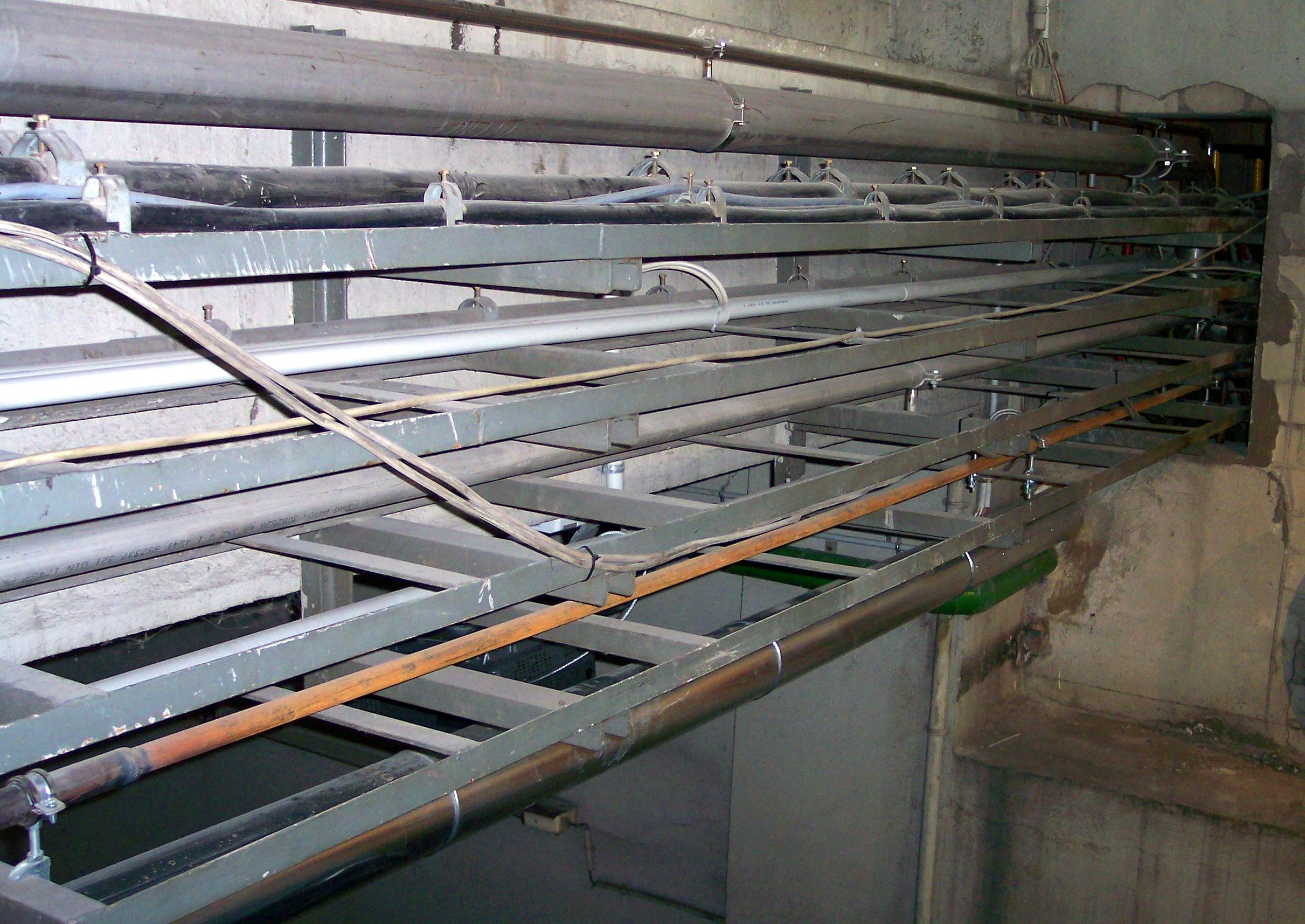
Kabelpritsche

Eine Kabelpritsche (auch Kabeltrasse genannt) ist eine Tragkonstruktion für Kabel und elektrische Leitungen. Kabelpritschen sind in der Regel aus Stahl- oder Edelstahlblech abgekantet oder aus halogenfreiem Polyester (stranggezogener Glasfaserverstärkter Kunststoff (GFK)) gefertigt. Sie werden ähnlich einer Rohrunterstützung über einen Tragarm an der Decke oder der Wand befestigt. Zur Verbindung untereinander sowie zur Befestigung mit Schrauben und Muttern am Tragarm ist die Pritsche gelocht oder geschlitzt, was zusätzlich eine gewisse Einsicht erlaubt. Kabelpritschen können durch einen Deckel oder Klemmbügel geschlossen werden. Die Leitungen können mit Kabelbindern in der Pritsche organisiert und fixiert werden.

## Einsatz von Kabelpritschen
Kabelpritschen werden vornehmlich für große Kabelmengen verwendet, wie sie in Großbauten vorkommen. Die Kabel werden in der Regel nach der Montage der Pritsche eingelegt. Eine spätere Erweiterung der elektrischen Anlage oder ein Austausch der Leitungen ist möglich.

## Planungsgrundlagen
Zur Ermittlung der zulässigen Strombelastbarkeit von Kabel und Leitungen sind bei deren Verlegung auf Kabelpritschen die Referenz-Verlegeart E und bei einadrigen Kabeln und Leitungen die Referenz-Verlegearten F oder G nach DIN VDE 0298-4 zugrunde zu legen. Diese Norm gilt insbesondere bei Häufung (Bündelung) von Kabeln auf Kabelpritschen.
Metallische bzw. leitende Kabelpritschen sind in den Potentialausgleich mit einzubinden. Dazu sollen diese alle 20 m durch ein Kabel je nach Anlagenstrombelastung von NYY-J 1x10 mm2 bis NYY-J 1x25 mm2 mittels Klemmverbindungselementen verbunden werden, ebenso die Trassen untereinander und vorzugsweise an beiden Enden in den Potentialausgleich eingebunden werden. In der Nähe von Erdungsfestpunkten werden die Trassen in den Gebäude-Potentialausgleich ebenso einbezogen.

## Kabelpritsche mit Funktionserhalt
Von einer Kabelanlage in Fluchtwegen, notwendigen Fluren und Treppenhäusern wird der Funktionserhalt der angeschlossenen Geräte wie beispielsweise Feuerwehraufzüge und Sprinkler im Brandfall gefordert. Insbesondere darf es nicht zum Kurzschluss oder zu einer Stromunterbrechung kommen. Dies soll ein sicheres Verlassen des Gebäudes gewährleisten.
Bei Rettungswegen ist sicherzustellen, dass in einem definierten Zeitraum die Flucht ohne Beeinträchtigung durch brennende Leitungsanlagen möglich ist. Dies geschieht in der Regel durch Verkleidung mit Brandschutzplatten zur hermetischen Abkofferung der Anlage.
Der Funktionserhalt richtet sich nach der Muster-Leitungsanlagen-Richtlinie (MLAR vom 17. November 2005) und den landesspezifischen Leitungs-Anlagen-Richtlinien. Dort sind Verlegearten benannt, die einen Funktionserhalt für elektrische Kabelanlagen gewährleisten:
- Leitungen nach den Prüfanforderungen der DIN 4102-12
- Leitungen auf Rohdecken, bedeckt mit mindestens 30 mm Estrich
- Leitungen, die im Erdreich verlegt sind.

Für Kabelpritschen beschreibt die DIN 4102-12:1998-11 das sogenannte „Normtragsystem“:
- Stützenabstand: SV 1200 mm / AV 1500 mm
- Zweite Abhängung: im Bereich der Auslegerenden, d. h. zusätzliche Gewindestangen als zweite Abhängung
- Breite der gelochten Kabelrinne: 600 mm
- Blechstärke: 1,5–2,5 mm
- Holmhöhe: 60–110 mm

Je nach vorgeschriebener Dauer des Funktionserhalts heißen die Normen E30 (Funktionserhalt mindestens 30 Minuten) bis E90 für die Leitungsanlagen (Kabel und Pritschen) beziehungsweise I30 bis I90 für die Abkofferung der Kabelpritschen in Fluchtwegen, notwendige Fluren, Treppenhäuser und Rettungswegen.

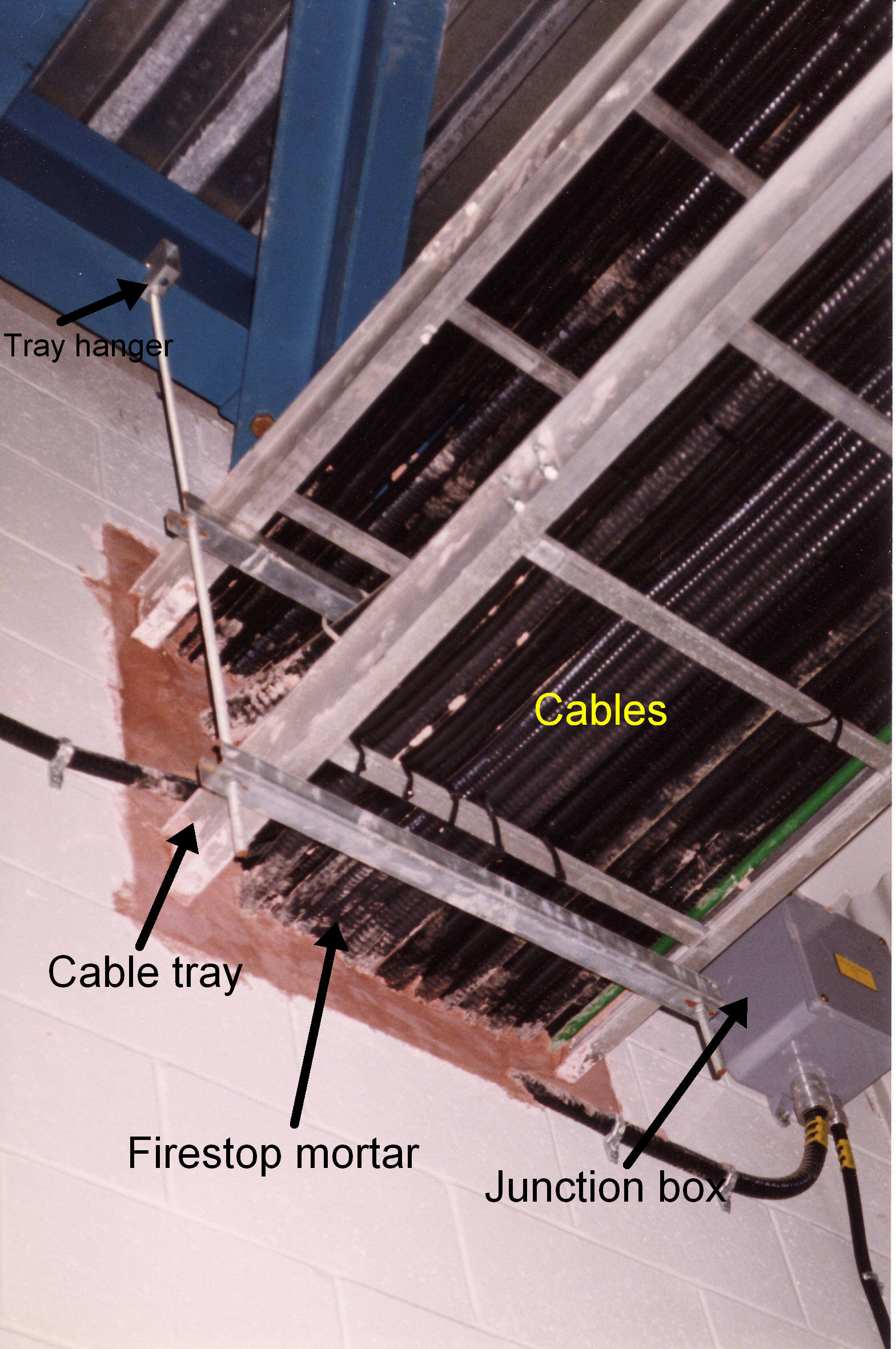
Kabelpritschendurchbruch mit Schott
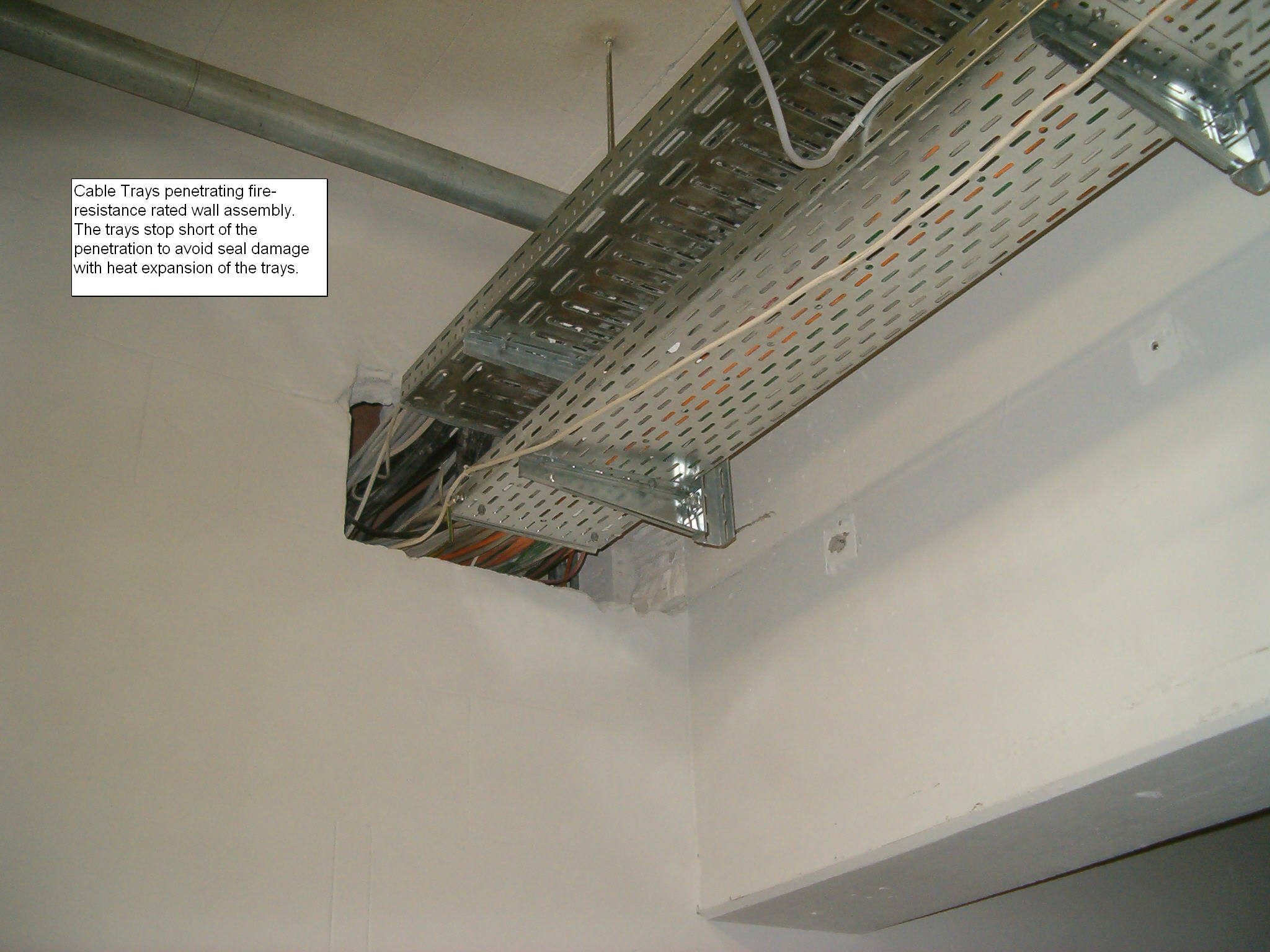
Pritschendurchbruch ohne Schott
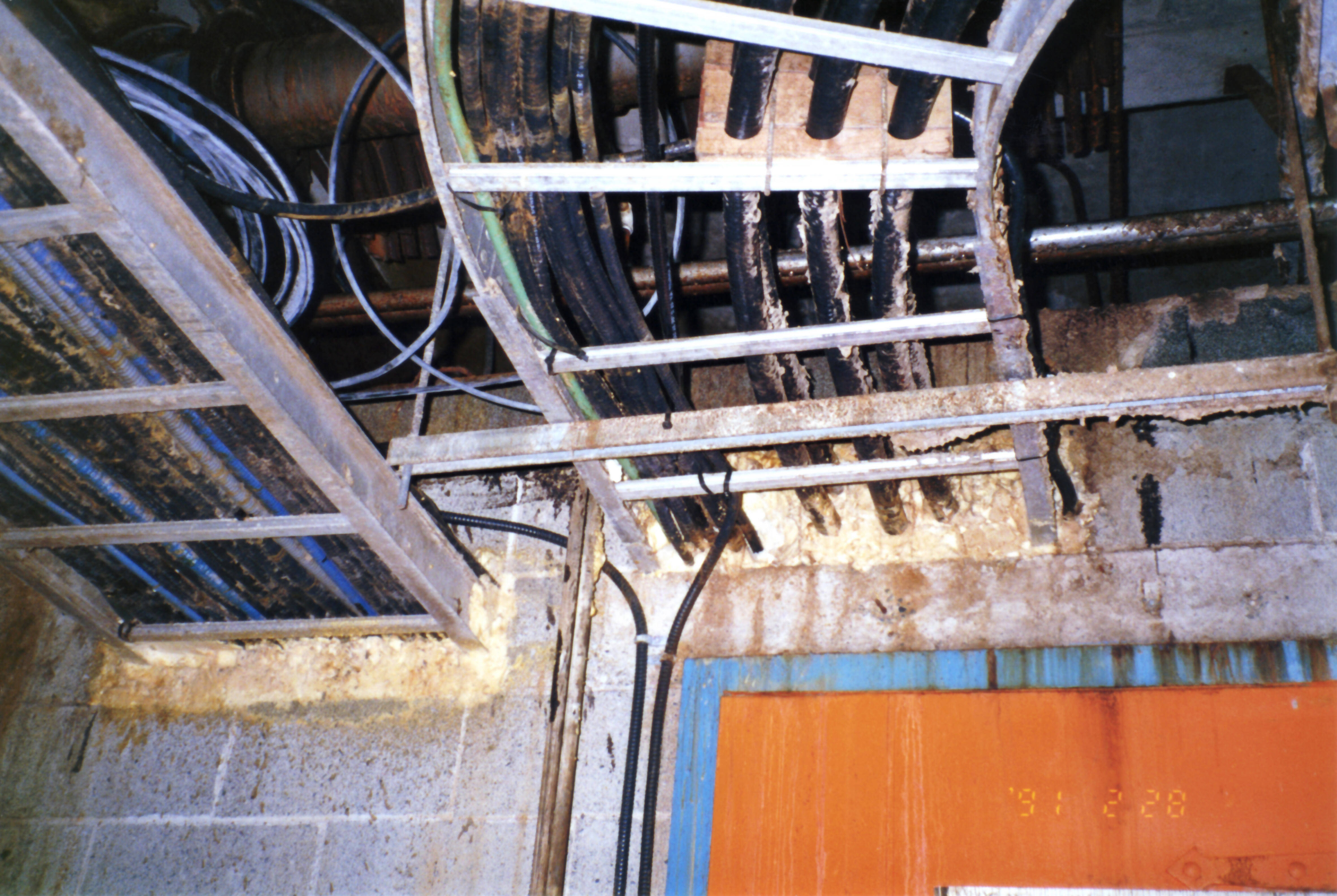
Pritschendurchbruch mit unsachgemäßer DIN4102-B3 (leicht entflammbar) Polyurethanschaumabschottung in einer Papierfabrik in Ontario, Kanada
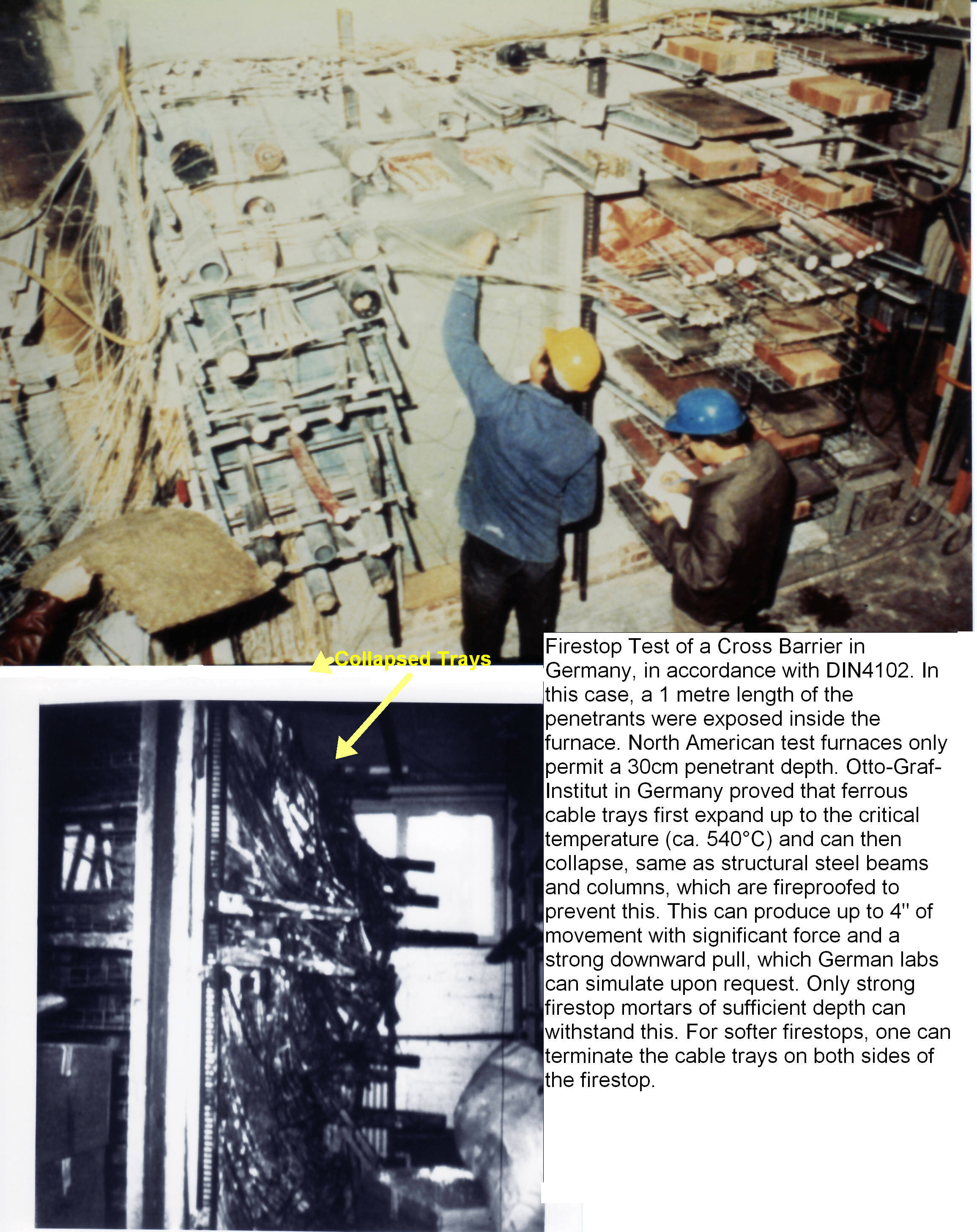
Kabelpritschendurchbruch in der Brandprüfung gemäß DIN 4102
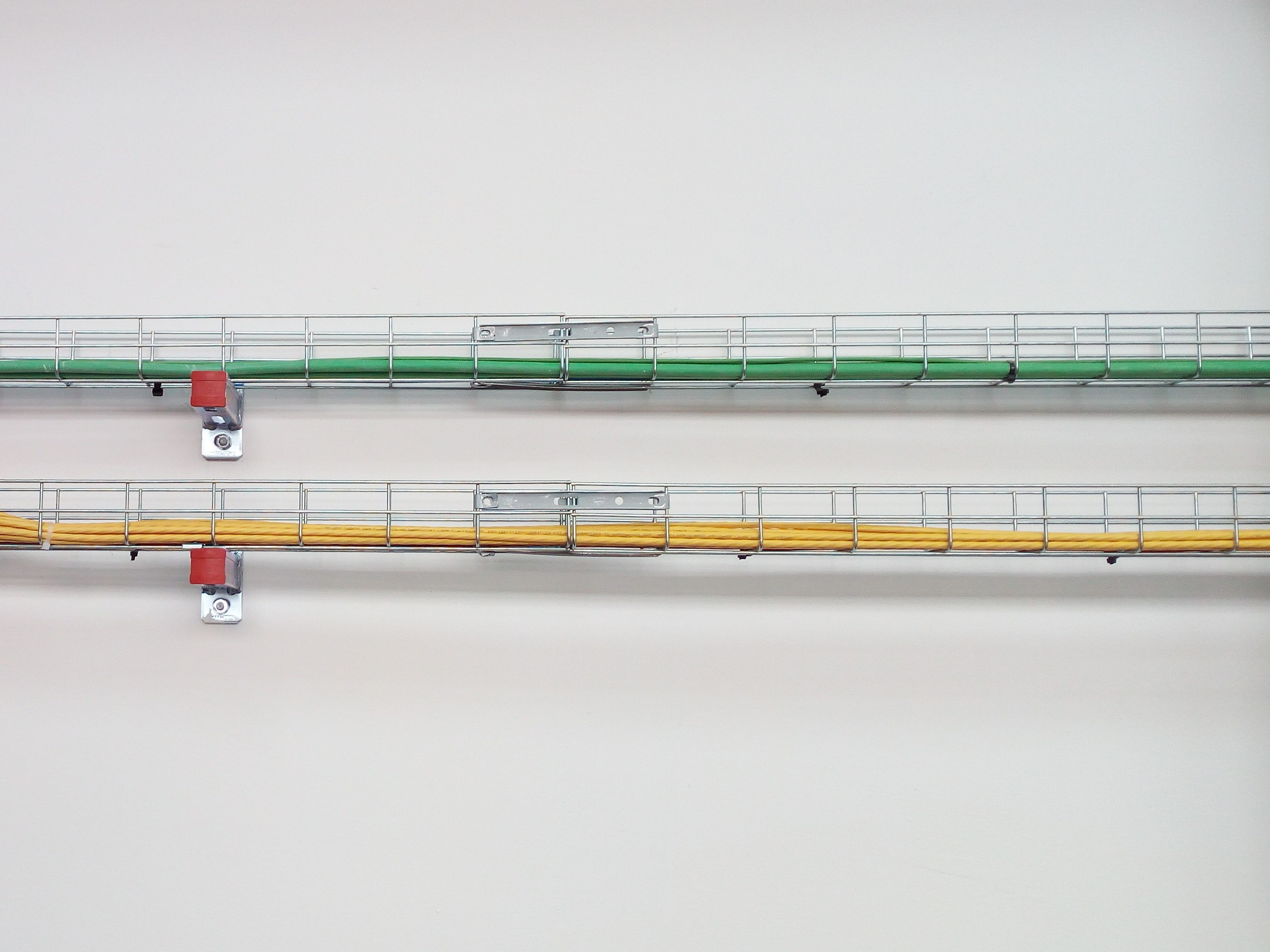
Kabelleitungen auf Pritschen